# Severnokitajska nižina
Severnokitajska nižina (poenostavljeno kitajsko: 华北平原; tradicionalno kitajsko: 華北平原; pinjin: Huáběi Píngyuán) je obsežen prelomni razpočni bazen, ki je nastal v poznem paleogenu in neogenu in nato spremenjen z nanosi Rumene reke. Je največja aluvialna ravnica Kitajske. Ravnino na severu meji na gorovje Janšan, na zahodu na gorovje Taihang, na jugu na gorovje Dabie, na vzhodu pa na Rumeno morje in Bohajsko morje. Rumena reka teče skozi nižino, preden se njene vode izlijejo v Bohajsko morje.
Del severnokitajske nižine okoli bregov srednje in spodnje Rumene reke se običajno imenuje osrednja nižina (pinjin: Zhōngyuán). Ta del severnokitajske nižine je bil zibelka kitajske civilizacije in je regija, iz katere so izšli Kitajci Han.
Peking, glavno mesto LR Kitajske, je na severovzhodnem robu nižine, blizu severovzhodne obale pa je Tiandžin, pomembno industrijsko mesto in trgovsko pristanišče. Džinan (glavno mesto province Šandong) in Džengdžou (glavno mesto province Henan) prav tako ležita na ravnini, ob bregovih Rumene reke. Poleg tega so bile na ravnici prestolnice več cesarskih kitajskih dinastij, vključno z Luojangom (ki je bil na različnih točkah prestolnica dinastij Han, Jin, Sui in Tang) in Kaifengom (prestolnica dinastije Severni Song).
Večnamenski jez Šiaolangdi označuje lokacijo zadnje doline Rumene reke, preden njene vode stečejo na Severnokitajsko nižino, veliko delto, ustvarjeno iz mulja, ki se je tisočletja nalagal ob izlivu Rumene reke. Severnokitajska nižina obsega velik del provinc Henan, Hebei in Šandong ter severne dele DŽiangsuja in Anhuija. Južneje se Severnokitajska nižina združi s podobno ravninsko delto reke Jangce.
Severnokitajska nižina je rodovitna in je ena najgosteje poseljenih regij na svetu. Ravnina je ena najpomembnejših kmetijskih regij na Kitajskem, saj pridelujejo pšenico, koruzo, sirek, proso, arašide, sezamovo seme, bombaž in različno zelenjavo. To je glavno območje pridelave sirka, prosa, koruze in bombaža na Kitajskem. V vzhodnem delu nižine je naftno polje Šengli v Šandongu pomembna naftna baza. Zaradi rumene zemlje je Severnokitajska nižina dobila vzdevek »Dežela rumene zemlje«. Ravnina pokriva površino okoli 409.500 kvadratnih kilometrov, od katerih je večina manj kot 50 metrov nad morsko gladino.

## Zgodovinski pomen
Geografija Severnokitajske nižine je imela globoke kulturne in politične posledice. Za razliko od območij južno od Jangceja nižina na splošno poteka neprekinjeno z gorami in ima veliko manj rek. Posledično je komunikacija s konji v nižini hitra, govorjeni jezik nižine pa je razmeroma enoten, v nasprotju z množico jezikov in narečij v južni Kitajski. Poleg tega je možnost hitre komunikacije pomenila, da je bilo politično središče Kitajske po navadi tukaj.
Ker se rodovitna prst Severnokitajske nižine postopoma združuje s stepami in puščavami Džungarija, Notranje Mongolije in severovzhodne Kitajske, je bila nižina nagnjena k vpadom nomadskih ali polnomadskih plemen, ki izvirajo iz teh regij, kar je spodbudilo gradnjo Velikega kitajskega zidu. Čeprav je zemlja severnokitajske nižine rodovitna, je vreme nepredvidljivo, saj je na stičišču vlažnih vetrov iz Tihega oceana in suhih vetrov iz notranjosti azijske celine. Zaradi tega je ravnica izpostavljena tako poplavam kot suši. Poleg tega ravnost ravnine spodbuja množične poplave, ko so poškodovana rečna dela. Mnogi zgodovinarji so predlagali, da so ti dejavniki spodbudili razvoj centralizirane kitajske države za upravljanje kašč, vzdrževanje hidravličnih del in upravljanje utrdb proti stepskim ljudstvom. (Šola hidravlične družbe meni, da so se zgodnje države razvile v dolinah Nila, Evfrata, Inda in Rumene reke zaradi potrebe po nadzoru velikega števila delavcev za gradnjo namakalnih kanalov in nadzor nad poplavami.)
S filozofskega vidika je bila Severnokitajska nižina tudi rojstni kraj Konfucija, tradicionalnega patriarha vzhodnoazijske filozofije. Konfucij je živel in poučeval v državi Lu od leta 551 do 479 pr. n. št. Njegovi nauki, zapisani v Analektih, so sčasoma postali šola mišljenja, znana kot konfucijanstvo. Povezan s klasičnim kitajskim pisnim sistemom je konfucianstvo zajel celotno Kitajsko ter Korejo, Japonsko in Vietnam ter močno vplival na njihove politične, pravne in izobraževalne birokracije.

## Moderna zgodovina
Začetni projekt Velikega skoka naprej je pospešila gradnjo vodovodov na Severnokitajski nižini pozimi 1957-1958.(str.82)